# 金萬秀
金萬秀（김만수，?—），北韓政治家，任職電力工業部部長及最高人民會議代議員。他最初在電力工業部出任局長。2012年4月，被提拔為部長。2014年3月的最高人民會議選舉中當選為代議員。

## 資料來源
1. 1 2 3  .   [2014-04-02]. （原始内容存档于2014-04-07）.